# Kavlås station
Kavlås station i Hömbs socken i Tidaholms kommun var en station vid Hjo-Stenstorps Järnväg. Stationen invigdes den 20 november 1874 när bibanan från Svensbro ner till Ekedalen var färdigställd och lades ner den 3 juni 1956. Stationen låg nära Kavlås slott vars ägare Fredrik von Essen var en av de drivande krafterna bakom Hjo-Stenstorps Järnväg, i stationshuset fanns enligt uppgift två väntsalar. En för släkten von Essen på Kavlås och en för övriga passagerare. Från stationen byggdes 1912 ett stickspår till Bredegårdens kalkbruk och Smedsgårdens kalkbruk, sticksåret lades ner 1944 när de båda kalkbruken lades ner.